# Nalec

Ball de les Forques de Nalec

Nalec és el poble amb el terme municipal més petit de la comarca de l'Urgell. Està situat dalt d'un petit turó de 487 metres d'altitud a la zona sud de la comarca. Trobem documents antics dels segles xi i xii on s'anomena «Analec» o «Anàleg», possiblement d'origen àrab. El significat és dubtós, però es creu que fa referència a "dependències" o a "els llocs subordinats". També s'han trobat documents del segle xiv on apareix anomenat "Gualech". Pertangué al Reial Monestir de Santa Maria de Poblet, el qual hi feu construir una peixera, fins a l'extinció de les senyories el segle xix.

## Geografia
- Llista de topònims de Nalec (Orografia: muntanyes, serres, collades, indrets..; hidrografia: rius, fonts...; edificis: cases, masies, esglésies, etc).

| 1497 f | 1515 f | 1553 f | 1717 | 1787 | 1857 | 1877 | 1887 | 1900 | 1910 |
| ------ | ------ | ------ | ---- | ---- | ---- | ---- | ---- | ---- | ---- |
| 18     | 23     | 33     | 58   | 254  | 515  | 582  | 582  | 474  | 482  |

| 1920 | 1930 | 1940 | 1950 | 1960 | 1970 | 1981 | 1990 | 1992 | 1994 |
| ---- | ---- | ---- | ---- | ---- | ---- | ---- | ---- | ---- | ---- |
| 472  | 419  | 358  | 345  | 253  | 148  | 114  | 101  | 103  | 103  |

| 1996 | 1998 | 2000 | 2002 | 2004 | 2006 | 2008 | 2010 | 2012 | 2014 |
| ---- | ---- | ---- | ---- | ---- | ---- | ---- | ---- | ---- | ---- |
| 104  | 104  | 105  | 100  | 92   | 102  | 93   | 98   | 97   | 93   |

| 2016 | 2018 | 2020 | 2022 | 2024 | 2026 | 2028 | 2030 | 2032 | 2034 |
| ---- | ---- | ---- | ---- | ---- | ---- | ---- | ---- | ---- | ---- |
| 100  | 93   | 90   | 95   | 89   | -    | -    | -    | -    | -    |

Està situat al vessant esquerre de la Vall del riu Corb, i limita amb els termes de Verdú, Vallbona de les Monges, Ciutadilla i Rocafort de Vallbona. A través de la C-14, està a una distància de 10 km de la capital de l'Urgell, Tàrrega. Les serres del seu sector sud separen les conques dels rius Corb i Maldanell. El terme té una forma allargassada en direcció nord-sud. La major part del seu terreny és accidentat i té uns desnivells que van des dels 600 m d'altitud als 440 m a les riberes de la vall. La major part del terme es dedica a l'agricultura, encara que hi ha una zona de bosc de pins i alguns terrenys erms. És un lloc de caça abundant, sobretot de conills, llebres i perdius. Els conreus propis d'aquestes terres de secà són els cereals, l'olivera, la vinya i l'ametller. Hi ha també una part de terres de regadiu al costat del riu dedicada a la vinya, als cereals i a les hortalisses.
Com a infraestructures, trobem una pista poliesportiva i les piscines municipals.
A Nalec també hi tenen seu, la penya blaugrana "Josep Mª Corbella", fill del poble i que va treballar al FC Barcelona com a responsable de material durant 27 anys i "l'associació de dones de Nalec".

## Edificis
- Molí del Casanova 41° 33′ 52.23″ N, 1° 6′ 44.86″ E / 41.5645083°N,1.1124611°E
- Església parroquial de Sant Jaume
- Castell de Nalec
- Antigues escoles de Nalec
- Cooperativa del Camp
- Portal de la bassa

## Història
Els primers pobladors els trobem a la partida de Solans de Recots. S'hi van trobar en una bauma materials arqueològics de final del Calcolític i inicis de l'època del bronze amb restes de sílex i de ceràmica.
En el mateix jaciment, foren trobades restes humànes de tres individus masculins de l'època (III Mileni abans de la nostra era). Les dades recollides pels arqueòlegs després de fer proves amb radiocarbòni, les situen aproximadament sobre els anys 3800 i 3700 abans de la nostra era (és a dir, d'uns 5500 anys d'antiguitat). Aquesta bauma era situada davant el poble, just per sobre de la carretera que porta a Rocafort.
A la vall dels Vilars, al marge dret entre el riu i l'actual carretera, es trobaren restes d'una possible vila romana. Per això es creu que a la vall del riu Corb hi devia passar la via romana que comunicava les ciutats de Bàrcino i Ilerda.
Aquestes terres van estar sota domini àrab tal com ho mostren les llindes que es troben en diferents racons del poble i la possible construcció del pou, que encara avui abasteix el poble d'aigua.
L'origen de poble de Nalec comença amb la construcció d'una torre de defensa, que més tard es convertí en castell. Vers el 1079, el castell pertanyia al Monestir de Ripoll i cap al 1082 fou assignat com a dotació del Monestir de Sant Pere el Gros de Cervera, antic priorat filial de Ripoll. Posteriorment, a mitjan segle xii, per una permuta amb Ripoll passà a propietat de Vic fins a la desaparició de les senyories. Quan el canonge Ramon d'Anglesola fou elegit bisbe de Vic l'any 1261, Berenguer de Jorba li reté homenatge pel terme i el castell de Nalec que tenia en feu. Al segle xiv el feudatari del molí i les propietats eren del bisbe de Vic, Ramon de Rocamora.
A l'inici del segle xx comença una època de forta migració a les ciutats, passant dels 582 habitants el 1887 als poc més de 100 en un segle. La lenta recuperació i rehabilitació a mitjans dels anys 60 del segle passat de moltes cases que havien estat tancades, ha permès que actualment gairebé totes estiguin habitades, sobretot en períodes vacacionals.
Pel que fa a la distribució política, Nalec pertanyia a la comarca de la (Baixa) Segarra i a la darreria del segle xx es modificà incloent el municipi al de l'Urgell.

## Festes i tradicions
La festa major se celebra per Sant Jaume, el 25 de juliol i n'és copatró Sant Concordi.

### El Ball de les Forques
Segons el Costumari Català de Joan Amades, a Nalec, un cop acabada la jornada de batuda del cereal a les eres, els joves pagesos dansaven el ball de les forques. Després de restar en l'oblit durant molts anys i gràcies a l'empenta del jovent del poble, el 2011 va ser recuperat i actualment es balla el dia de la festa major a la plaça de l'església. La tonada es fa a ritme del "Ball de Sant Ferriol" i consta de tres compassos.

### L'Aplec de la Bovera
El dissabte després de Sant Jordi, els habitants de Nalec, celebren un aplec a l'ermita de la Bovera. Abans s'hi anava en processó, caminant des de Nalec, i amb la particularitat que havien de sortir molt de matí, ja que quan el sol sortia, la processó havia de ser fora del terme. Durant el camí d'anada es feien cants i es passava el rosari. En arribar al lloc es feien els tradicionals tres tombs al voltant de l'ermita tot cantant: “De Nalec rebeu visita / tots els anys com Guimerà; / sent tan alta vostra ermita / bé pareix un colomar / des de on podeu vetllar / pel devot que en Vós espera. / Siau nostra advocada, / oh Verge de la Bovera.” (Goigs a la Mare de Déu de la Bovera) i seguidament es feia missa.

## Cooperativa del Camp
La cooperativa del camp es fundà l'any 1929 i s'encarrega de l'elaboració i la venda de l'oli d'oliva verge extra. Es tritura l'oliva arbequina amb unes curres de pedra i després la pasta es premsa tal com es feia antigament. L'oli d'oliva del poble és molt apreciat, ja que està fet de manera totalment natural i artesana.